# Palpa (cidade)
Palpa é uma cidade do Peru, situada na região de  Ica. Capital da província de  Palpa, sua população em 2017 foi estimada em 4 837 habitantes.